# كوجي وادا
كوجي وادا (باليابانية: 和田 光司، بالروماجي: Wada Kōji)، (29 يناير 1974 - 3 أبريل 2016) هو مغني روك ياباني، اُشتهر بأغنيّة باتر-فلاي من سلسلة الأنمي الياباني ديجيمون المعروف باللغة العربية بأبطال الديجيتال التي كانت افتتاحية الجُزء الأول في الإصدار الياباني، أصدر أول ألبوماته في عام 2003 والتي شملت العديد من أغانيه السابقة، تُوفي في الثالث من أبريل عام 2016 بسبب مضاعفات سرطان الحنجرة، حيث أصدر أغنيته الأخيرة سيفين في سلسلة أفلام ديجيمون أدفنتشر تراي قبل خمسة أيام من وفاته.

## روابط خارجية
- كوجي وادا على موقع IMDb (الإنجليزية)
- كوجي وادا على موقع ميوزك برينز (الإنجليزية)
- كوجي وادا على موقع ديسكوغز (الإنجليزية)
- كوجي وادا على موقع ANN person (الإنجليزية)